# 18. јул
18. јул (18.7.) је 199. дан године по грегоријанском календару (200. у преступној години). До краја године има још 166 дана.

## Догађаји
- 1290 — Краљ Едвард I је протерао Јевреје из Енглеске.
- 1536 — Енглески краљ Хенри VIII издејствовао од парламента доношење одлуке о непризнању папске власти. Тиме се утро пут ка стварању независне протестантске Англиканске цркве.
- 1870 — На Првом ватиканском концилу проглашена је догма о папиној непогрешивости (инфалибилитет) о питању вере и морала свих верника.
- 1870 — Почео шаховски турнир у Баден-Бадену, Немачка. Победио је Адолф Андерсен.
- 1877 — Почео шаховски турнир „Франкфурт 1887.“, Немачка.
- 1925 — Адолф Хитлер, будући нацистички лидер Немачке објавио је први том свог личног манифеста Мајн Кампф.
- 1942 — Окончана је битка на Козари у Другом светском рату немачка војска је, уз помоћ војске НДХ, после више од месец дана борбе, победила југословенске партизане на планини Козари. у Босанској Крајини. Многа села су била спаљена, а око 50.000 људи одведено је у логоре.
- 1942 — Сједињене Америчке Државе су објавиле рат Бугарској, Мађарској и Румунији у Другом светском рату.
- 1971 — Шест емирата у Персијском заливу: Абу Даби, Дубаи, Шарџа, Ум ел Кајвејн и Фуџејра склопило је споразум о оснивању федерације Уједињени Арапски Емирати.
- 1972 — Власти Египта су затражиле од власти Совјетског Савеза да повуку свих 20.000 војних саветника, при чему су оптужиле совјетске власти да нису послале обећано оружје.
- 1976 — Нађа Команечи је постала први гимнастичар у историји Олимпијских игара која је добила максималну просечну оцену 10 на Олимпијским играма 1976.
- 1991 — Председништво СФРЈ донело је на седници у Београду одлуку о повлачењу Југословенске народне армије из Словеније, пошто је Словенија 25. јуна прогласила самосталност.
- 1992 — Ратни бродови НАТО пакта упловили су у Јадранско море ради контроле спровођења санкција Савета безбедности Уједињених нација. Ово је била прва таква операција у Европи после Другог светског рата.
- 1994 — У Буенос Ајреса, главног града Аргентине, у експлозији подметнуте бомбе у центру јеврејске заједнице погинуло је 96 људи.
- 1995 — Након дугог периода мировања, вулкан Суфријер је започео ерупцију која је нанела велике штете острву Монтсерат.
- 2000 — Индонежанска војска признала је учешће неких својих трупа на муслиманској страни у дуготрајном хришћанско-муслиманском рату на острвима Малуку.
- 2001 — Скупштина Србије усвојила је законе о радио-дифузији, о борби против организованог криминала и мафије, као и закон којим се Ресор државне безбедности (РДБ) МУП-а Србије трансформише у самосталну Безбедносно-информативну агенцију (БИА).
- 2003 — Здравко Муцић, босански Хрват, пуштен је из затвора Хашког трибунала после одслужења седам година од деветогодишње казне на коју осуђен за злочине над Србима у логору Челебићи код Коњица у Босни и Херцеговини.
- 2013 — Градско веће Детроита, са дугом од 20 милијарди долара, поднело је захтев за одлазак у стечај, што представља највећи банкрот једне општине у историји САД.

## Рођења
- 1552 — Рудолф II, цар Светог римског царства (1576—1612), краљ Угарске (1572—1608) и краљ Чешке (1575—1611). (прем. 1612)[1]
- 1811 — Вилијам Мејкпис Текери, енглески књижевник. (прем. 1863)
- 1837 — Васил Левски, бугарски револуционар, вођа борбе за ослобођење од османске владавине. (прем. 1873)
- 1853 — Хендрик Антон Лоренц, холандски физичар, добитник Нобелове награде за физику (1902). (прем. 1928)
- 1867 — Маргарет Браун, америчка хуманисткиња и активисткиња. (прем. 1932)
- 1871 — Ђакомо Бала, италијански сликар, наставник уметности и песник. (прем. 1958)
- 1887 — Видкун Квислинг, норвешки официр и политичар, премијер Норвешке (1942—1945). (прем. 1945)
- 1900 — Натали Сарот, француска књижевница, драматуршкиња, есејисткиња и правница. (прем. 1999)
- 1909 — Андреј Громико, совјетски политичар, дипломата и државник, председник Државног савета СССР (1985—1988). (прем. 1989)
- 1914 — Ђино Бартали, италијански бициклиста. (прем. 2000)
- 1918 — Нелсон Мандела, јужноафрички политичар, добитник Нобелове награде за мир (1993) и 1. председник Републике Јужне Африке (1994—1999). (прем. 2013)
- 1921 — Џон Глен, амерички марински пилот, астронаут, инжењер и политичар. (прем. 2016)[2]
- 1931 — Саша Залепугин, хрватски новинар и ТВ водитељ. (прем. 2022)
- 1934 — Дара Чаленић, српска глумица. (прем. 2021)[3]
- 1938 — Пол Верховен, холандски редитељ, сценариста и продуцент.
- 1938 — Радомир Рељић, српски сликар. (прем. 2006)
- 1938 — Ијан Стјуарт, шкотски музичар, најпознатији као суоснивач и клавијатуриста групе The Rolling Stones. (прем. 1985)
- 1940 — Џејмс Бролин, амерички глумац, продуцент и редитељ.
- 1942 — Ђакинто Факети, италијански фудбалер. (прем. 2006)
- 1944 — Милка Цанић, српска лекторка, најпознатија као супервизорка квиза Слагалица на Радио-телевизији Србије. (прем. 2016)
- 1944 — Јелена Шантић, српска балерина, теоретичарка балета и мировна активисткиња. (прем. 2000)
- 1961 — Елизабет Макговерн, америчка глумица.
- 1963 — Марк Ђирардели, швајцарски алпски скијаш.
- 1967 — Вин Дизел, амерички глумац, продуцент, редитељ и сценариста.[4]
- 1968 — Зоран Милинковић, српски фудбалер и фудбалски тренер.
- 1971 — Пени Хардавеј, амерички кошаркаш и кошаркашки тренер.
- 1975 — Дерон Малакијан, јерменско-амерички музичар и музички продуцент, најпознатији као гитариста и певач групе System of a Down.
- 1975 — M.I.A., енглеска музичарка, музичка продуценткиња и активисткиња.[5]
- 1976 — Елза Патаки, шпанска глумица и модел.
- 1977 — Александар Морозевич, руски шахиста.
- 1977 — Кели Рајли, енглеска глумица.
- 1978 — Вирџинија Рађи, италијанска политичарка, адвокатица и прва градоначелница Рима.
- 1978 — Мелиса Терјо, француска новинарка.
- 1980 — Кристен Бел, америчка глумица.[6]
- 1980 — Дејвид Блу, америчко-израелски кошаркаш.[7]
- 1982 — Пријанка Чопра, индијска глумица, певачица и модел, Мис света (2000).
- 1984 — Џамон Гордон, амерички кошаркаш.
- 1985 — Џејмс Нортон, енглески глумац.
- 1987 — Лијана Свит, мађарска порнографска глумица.
- 1988 — Реџи Рединг, амерички кошаркаш.
- 1989 — Семјон Антонов, руски кошаркаш.
- 1992 — Танасис Андетокумбо, грчки кошаркаш.
- 1997 — Бем Адебајо, амерички кошаркаш.
- 1998 — Адам Мокока, француски кошаркаш.
- 1999 — Његош Петровић, српски фудбалер.
- 2000 — Ибрахим Мустафа, гански фудбалер.

## Смрти
- 1100 — Готфрид Бујонски, крсташ (рођ. 1060)
- 1374 — Франческо Петрарка, италијански писац. (рођ. 1304)
- 1610 — Микеланђело Меризи да Каравађо, италијански сликар (рођ. 1571)
- 1721 — Жан Антоан Вато, француски барокни сликар. (рођ. 1684)
- 1730 — Франсоа де Нефвил, војвода од Вилроа, француски војсковођа и маршал. (рођ. 1644)
- 1817 — Џејн Остин, енглеска књижевница. (рођ. 1775)[8]
- 1872 — Бенито Пабло Хуарез, мексички државник и национални херој, председник Мексика (1858—72). (рођ. 1806)
- 1994 — Предраг Голубовић, филмски редитељ и сценариста. (рођ. 1935)
- 2018 — Бартон Рихтер, амерички физичар, добитник Нобелове награде за физику. (рођ. 1931)

## Празници и дани сећања
- Српска православна црква слави:
  - Преподобни Атанасије Атонски
  - Свети Сергије Радоњешки
- Дан устава у Уругвају
- Међународни дан Нелсона Манделе